# Rotwandhütte
Rotwandhütte (italsky Rifugio Roda di Vaèl) je horská chata nalézající se v nadmořské výšce 2283 m na území obce Vigo di Fassa v masivu Rosengarten v Dolomitech.

## Historie
První dům na tomto místě slavnostně otevřela dne 7. srpna 1906 sekce Nova Levante DuÖAV. Po první světové válce byla chata vyvlastněna italským státem a v roce 1921 ji italské vojenské orgány předaly Italskému alpskému spolku. V roce 1983, SAT provedl kompletní rekonstrukci chaty.

## Informace
Horská chata se nachází na jižním konci masivu Rosengarten, v místě, které je výborným výchozím bodem pro mnoho turistických a horolezeckých tůr.
Je otevřena od začátku června do poloviny října s dostupností 60 lůžek.
V těsné blízkosti chaty se nachází další horská chata Baita Marino Pederiva.

## Přístupnost
- Od rifugia Ciampedie, cestou No. 545; 4,5 km, 2 hodiny.
- Od obce Vigo di Fassa, cestou No. 547; 5 km, 2,30 hodin.
- Od průsmyku Costalunga pěšky cestou No. 548; 3,5 km, 1,30 hodin.
- lanovkou na rifugio Paolina-Hütte a odtud pěšky cestou No. 549; 2 km, 0,45 hodin.

## Horské přechody
- Vajolethütte, cesta No. 541; 6,5 km, 2,45 hodin.
- Rifugio Fronza alle Coronelle, cesty No. 541, 550, 6 km, 3 hodiny.
- Rifugio Gardeccia, cesty No. 541, 550, 6 km, 2,30 hodin.